# Битка при Хоенлинден
Битката при Хоенлинден се състои на 3 декември 1800 г., по време на френските Революционни войни, близо до град Мюнхен, днешна Германия. Резултатът от битката е френска победа на войските, водени от генерал Моро и загуба за австрийско-баварската войска под командването на херцог Йохан Австрийски.

## Битката накратко
Силната армия от 56 000 души на Моро се изправя срещу 64 000 баварци и австрийци. Използвайки метода на Решпанс за местене на фланговете, Моро устройва засада на австрийците на път през гората Егерсберг. Тази решителна победа, заедно с победата на Бонапарт в Маренго на 14 юни 1800 г., слага край на Войната на Втората коалиция. През февруари 1801 г. Австрия подписва Люневилския мирен договор, като признава френския контрол над река Рейн и т.н. френски клиентски републики в Италия и Нидерландия. След последвалия Амиенски мирен договор между Франция и Великобритания започва най-големият мирен период в Наполеоновата ера.

## Предпоставки
Между април и юни 1799 г. армията на ген. Моро изтласква австрийците, ръководени от Паул Край, от река Рейн до река Ин след победите при Стоках, Мескирх и Хьощат. Накрая, на 15 юни се стига до примирие. Император Франц ІІ осъзнава, че Край вече не е способен да се справи със задачите си. Способният херцог Карл Австрийски отказва да поведе армията и императорът избира 18-годишния му брат Йохан. Но Франц открива, че неговата младост и своеволие могат да доведат до загуба, затова изпраща и Франц фон Лауер да му помага. Йохан е посъветван да слуша инструкциите на Лауер. За допълнителна сигурност на иначе недобрата командна структура, за наставник на Йохан е изпратен агресивният Франц фон Вейротер.
Примирието е подновено през септември, но се разпада на 12 ноември. По това време Вейротер съветва Йохан и Лауер да използват офанзивна тактика. Австрийците извършват изненадваща атака над френската армия на Моро. По-късно, близо до Ампфинг, те отблъскват френския ариегард, командван от Мишел Ней. Французите губят 1700 души, но убиват 3000 австрийци. Моро решава да премести армията си близо до Хоенлинден, на равна земя. За да достигнат това място, австро-баварците трябва да преминат през гъсто залесена местност.

## Планове на битката
Защитната позиция на Моро се състои от четири дивизии на изток. От юг на север, те са командвани от Клод Льогран (8000 души), Луи Басту (6000 души), Мишел Ней (10 000 души) и Емануел Груши (9000 души). Моро държи в резерв 2000 конници, командвани от Жан-Жозеф Анж д'Атпу. На юг има още две дивизии, командвани съответно от Антоан Ришпанс (11 000 души) и Шарл Десен (10 000 души), които, заедно с войниците на Груши, съставляват резервния корпус на Моро. Генералът планира хората на Ришпанс да се изместят на североизток и да ударят левия или южния фланг на австрийците. Неговата основна линия за маневри е на свободен терен и възнамерява да контраатакува австрийците, щом се покажат от дърветата. Десен трябвало да изпрати подкрепление на Ришпанс.
Според бойния план, създаден от Вейротер, австрийците трябва да се строят в четири колони. От север на юг те са командвани съответно от: Михаел фон Кайнмайер (16 000 души), Максимилиан дьо Байе (11 000 души), Йохан Коловрат (20 000 души) и Йохан Райш (13 000 души). Херцог Йохан изпраща хората на Коловрат, които използват основно пътя изток-запад. Освен гористия терен и лошите условия за действия, австрийските колони няма как да бъдат подкрепени. Техните командири погрешно мислят, че французите отстъпват и искат да хванат врага, преди да е избягал.

## Ход на битката
Всички австрийски колони тръгват по зазоряване. Войската на Коловрат пристига първа и се сблъсква с армията на Груши в 7 часа. На север Кайнмайер разбива няколко френски бази и ги отблъснал. Но войските на Байе и Райш се забавят много поради лошите условия на пътищата в гората. Ненадайно дивизията на Ришпанс се озовава пред колоната на Райш.
Тогава половината от войниците на Ришпанс са убити от два гренадирски батальона, изпратени от Коловрат да помогнат на Райш. На своя глава Ришпанс оставя ариегарда си, воден от Жан-Батист Друе и с основните си сили се придвижва на север. Той се бил по главния път и тръгнал на запад, директно в ариегарда на Коловрат.
Байе, чул изстрели от две страни, се паникьосва. Той разделя армията си на малки части, опитвайки се да осъшестви контакт с французите отпред и приятелските колони отзад. Докато Байе се колебае, Кайнмайер и Коловрат започват да щурмуват основната линия на французите.
Около обяд Десен отива с подрепление при бригадата на Друе, близо до южния край на бойното боле. Ситуацията е много оспорвана и всеки от противниците се опитва да избута другия в снежната гора. Ненадейно Десен пресякъл зле направенета колона на Райш и я изтласкал в гората.
Чувайки оръдия от страната на ариегарда си, херцог Йохан изпращал хора след хора да изчистят главния път, но Ришпанс разбивал всяка от армиите. Моро, предвкусващ победата, изпратил другите си дивизии в атака. Впоследстие, обградена от три страни от дивизиите на Ней, Груши и Ришпанс, колоната на Коловрат се разтурила. Херцогът успял да избяга, но много от хоратта му нямали късмет и в резултат били пленени 9000 австрийци и баварци, заедно със 76 оръдия. Благодарение на умелото командване на Карл Шварценберг, водач на левия фланг на колоната на Кайнмайер, австрийската дясна колона успяла да избяга с незначителни поражения. Байе успял да отсъпи, след като се оказал слабо застрашен.

## Последствия
В резултат на битката загиват 4600 австрийци и баварци. Според докладите на французите техните жертви са около 1900, но се смята, че са загубили поне 3000 души. Басту бил смъртоносно ранен.
След катастрофата херцог Йохан обърнал своята деморализирана армия в панически бяг. Моро ги гонел бавно до 8 декември. Тогава, след 15 дни, неговите сили покрили над 300 км и били пленени над 20 000 австрийци в серия от акции в Розенхайм, Залцбург, Ноймаркт ам Валензе, Франкенмаркт, Шваненщат, Фьоклабрук, Ламбах и Кремсмюнстер, в които Ришпанс и Клод Льокорб изтъват себе си. На 17 декември, когато хецог Карл уволнил брат си Йохан, австрийската армия била просто паплач. На 24 декември Карл предлага на френската войска на 80 км от Виена примирие. Победата при Хоенлинден издига Моро до потенциален заместник на Наполеон Бонапарт.